# Nina Schlegel
Nina Schlegel (* 9. Oktober 1980) ist eine ehemalige österreichische Snowboarderin.

## Werdegang
Schlegel nahm im November 1996 in Zell am See erstmals am Snowboard-Weltcup der FIS teil und errang dabei den 15. Platz im Snowboardcross. Bei den Juniorenweltmeisterschaften 1998 in Chamrousse wurde sie Sechste im Riesenslalom und gewann im folgenden Jahr bei den Juniorenweltmeisterschaften auf der Seiser Alm die Goldmedaille im Parallel-Riesenslalom. In der Saison 1999/2000 kam sie im Weltcup neunmal unter die ersten Zehn. Dabei erreichte sie in Berchtesgaden mit Platz drei im Parallelslalom ihre erste Podestplatzierung im Weltcup und zum Saisonende den 21. Platz im Gesamtweltcup, den 15. Rang im Snowboardcross-Weltcup sowie den 12. Platz im Parallel-Weltcup. Bei den Juniorenweltmeisterschaften 2000 in Berchtesgaden holte sie die Bronzemedaille im Parallel-Riesenslalom und die Goldmedaille im Parallelslalom. In der folgenden Saison belegte sie mit fünf Top-Zehn-Platzierungen, darunter Platz zwei in Schönried sowie in Bad Gastein im Parallelslalom, den 29. Platz im Gesamtweltcup und den achten Rang im Parallelslalom-Weltcup. Beim Saisonhöhepunkt, den Snowboard-Weltmeisterschaften 2001 in Madonna di Campiglio, fuhr sie auf den 20. Platz im Parallelslalom und auf den zehnten Rang im Parallel-Riesenslalom. Ihren 50. und damit letzten Weltcup absolvierte sie im Januar 2002 in Bad Gastein, welchen sie auf dem 15. Platz im Parallelslalom beendete.

## Weltcup-Gesamtplatzierungen
| Saison    | Gesamt | Gesamt | Snowboardcross | Snowboardcross | Parallel | Parallel | Parallel-Riesenslalom | Parallel-Riesenslalom | Parallelslalom | Parallelslalom |
| Saison    | Punkte | Platz  | Punkte         | Platz          | Punkte   | Platz    | Punkte                | Platz                 | Punkte         | Platz          |
| --------- | ------ | ------ | -------------- | -------------- | -------- | -------- | --------------------- | --------------------- | -------------- | -------------- |
| 1996/97   | 36     | 115.   | 160            | 38.            | -        | -        | -                     | -                     | -              | -              |
| 1998/99   | 114    | 61.    | -              | -              | -        | -        | -                     | -                     | -              | -              |
| 1999/2000 | 471    | 21.    | 1410           | 15.            | 3142     | 12.      | 3142                  | 12.                   | -              | -              |
| 2000/01   | 339    | 29.    | 130            | 48.            | -        | -        | -                     | -                     | 4190           | 8.             |
| 2001/02   | -      | -      | -              | -              | -        | -        | 153                   | 53.                   | 60             | 60.            |